# Tokyo Shinobi Squad
Tokyo Shinobi Squad (トーキョー忍スクワッド, Tōkyō Shinobi Sukuwaddo) est un shōnen manga écrit par Yuki Tanaka et dessiné par Kento Matsūra. Il est prépublié du 3 juin 2019 au 9 décembre 2019 dans le Weekly Shōnen Jump, puis publié en volumes reliés par l'éditeur japonais Shūeisha. La version française est éditée par Kazé de septembre 2020 à janvier 2021.

## Synopsis
En 2049, Tokyo est devenue la ville la plus dangereuse au monde. La criminalité dans les quartiers a engendré la résurgence de combattants de l'ombre : les Shinobi ! L'un d'entre eux, Jin, sauve un garçon du nom de Enh, qui possède un parchemin de grande valeur extrêmement convoité. Afin de le protéger, Jin décide de l'intégrer dans son squad de combattants d'élites. 

## Manga
Tokyo Shinobi Squad a débuté dans le 27e numéro du Weekly Shōnen Jump le 3 juin 2019 et s'est terminé dans le 2e numéro du Weekly Shōnen Jump paru le 9 décembre 2019,. Depuis, la série est éditée sous forme de volumes reliés par Shūeisha et compte un total de 3 tomes ,. La version française est publiée par Kazé à partir du 2 septembre 2020.

### Liste des volumes
| no | Japonais          | Japonais          | Français         | Français          |
| no | Date de sortie    | ISBN              | Date de sortie   | ISBN              |
| --- | ----------------- | ----------------- | ---------------- | ----------------- |
| 1 | 4 septembre 2019  | 978-4-08-882101-6 | 2 septembre 2020 | 978-2-82-034036-8 |
| Liste des chapitres : - Chapitre 1 : Jin Narumi (鳴海 仁, Narumi Jin) - Chapitre 2 : Les préceptes d'un shinobi (忍の心得, Shinobi no kokoroe) - Chapitre 3 : Taiga Shimizu (清水 大琥, Shimizu Taiga) - Chapitre 4 : Le rôle d'Enh (エンの役目, En no yakume) - Chapitre 5 : Impulsion électromagnétique (電磁パルス, Denji parusu) - Chapitre 6 : Papillon (パピヨン, Papiyon) - Chapitre 7 : Le raid d'assassins (花たれた刺客, Hana tareta shikaku) |                   |                   |                  |                   |
| 2 | 1er novembre 2019 | 978-4-08-882139-9 | 25 novembre 2020 | 978-2-82-034043-6 |
| Liste des chapitres : - Chapitre 8 : Entre diversion et provocation (牽制と挑発, Kensei to chōhatsu) - Chapitre 9 : Une vieille ennemie (かつての敵, Katsute no teki) - Chapitre 10 : Le seul à comprendre (唯一の理解者, Yuītsu no rikai-sha) - Chapitre 11 : L'heure de la confrontation (対決のとき, Taiketsu no toki) - Chapitre 12 : La voie des justes (正しい道, Tadashī michi) - Chapitre 13 : Le séminaire (講習会, Kōshūkai) - Chapitre 14 : L'hôtel Hopeland (ザホープランドレジデンス, Za Hōpurando Rejidensu) - Chapitre 15 : Shinobi contre cyborgs (忍VSサイボーグ, Shinobi VS Saibōgu) - Chapitre 16 : Choc au sommet (激突！, Gekitotsu!) - Chapitre 17 : Le choix ultime (究極の選択, Kyūkyoku no sentaku)                                                                           |                   |                   |                  |                   |
| 3 | 4 janvier 2020    | 978-4-08-882201-3 | 20 janvier 2021  | 978-2-82-034055-9 |
| Liste des chapitres : - Chapitre 18 : Le Domaine de la Mort (死の領域, Shi no ryōiki) - Chapitre 19 : A l'assaut ! (突入!, Totsuryū!) - Chapitre 20 : La vérité dévoilée (明かされた真実, Akasareta shinjitsu) - Chapitre 21 : Enh, pris en otage (囚われたエン, Torawareta En) - Chapitre 22 : L'heure du sermon enragé (怒りの説教タイム, Ikari no sekkyō taimu) - Chapitre 23 : Hars To Say I'm Sorry (Hard to say I'm sorry) - Chapitre 24 : Une rencontre inattendue (邂逅, Kaikō) - Chapitre 25 : Shimon Kurohabaki (黒脛紫門, Kurohabaki Shimon) - Chapitre 26 : Tokyo Shinobi Squad - 1ère partie (トーキョー忍スクワッド - Part 1, Tōkyō Shinobi Sukuwaddo - Part 1) - Chapitre final : Tokyo Shinobi Squad - 2ère partie (トーキョー忍スクワッド - Part 2, Tōkyō Shinobi Sukuwaddo - Part 2) |                   |                   |                  |                   |

## Réception
Au Japon, le manga a reçu des critiques car abordant des similitudes avec des œuvres aux thèmes de ninja dont Naruto et Boruto: Naruto Next Generations.

### Œuvres
Édition japonaise
1. 1 2 3  Tome 1
2. 1 2 3  Tome 3
3. 1 2  Tome 2

Édition française
1. 1 2  Tome 1
2. 1 2  Tome 2
3. 1 2  Tome 3